# Ichideal
Das Ichideal (auch in der Schreibweise Ich-Ideal) wird in der Psychoanalyse als eine Richtung gebende und Wert orientierte Substruktur des Über-Ichs beschrieben, die nicht mehr an die Anerkennung oder Missbilligung durch die Eltern gebunden ist. Beim Erwachsenen hat sie verschiedene Phasen der Entwicklung durchlaufen und sich als Resultat von Identifizierungen mit verschiedenen Bezugspersonen zu einem stets präsenten Maßstab herausgebildet, an dem Wünsche und Verhaltensweisen hinsichtlich ihrer Konsequenzen für die eigene Person und die Gemeinschaft eingeschätzt werden.
Entwicklungspsychologisch wird seine Entstehung in der frühen narzisstischen Phase verortet, während der übrige Teil des Über-Ichs in der ödipalen Phase entstehe. Als Vorläufer des Ichideals werden die idealisierten Eltern-Imagines und die idealisierten Selbstbilder angesehen. Das Ichideal nimmt in der Latenzzeit, Pubertät und im Erwachsenenalter weitere Impulse auf und unterliegt somit einer Transformation und Depersonifizierung.
Gesellschaftlich lassen sich die Formungen der Ichideale in einer Kultur über das Individuelle hinaus beschreiben, wie etwa die Hierarchisierung der männlichen gegenüber den weiblichen Ichidealen in patriarchalen Gesellschaften und die Auswirkungen von generations- und transgenerational prägenden historischen Phasen oder politischen Ereignissen.

## Begriffsgeschichte
Den Begriff Ichideal führte Sigmund Freud im Jahre 1914 in seiner Schrift Zur Einführung des Narzißmus in die psychoanalytische Theoriebildung ein. In dieser Schrift heißt es: „Was der Mensch als sein Ideal vor sich hin projiziert, ist nur der Ersatz für den verlorenen Narzißmus seiner Kindheit, in der er sein eigenes Ideal war“.
Nach dem Verlust des primären Narzissmus, d. h. dem Verlust der Zeit der Verschmelzung mit der Mutter, strebe der Mensch zeitlebens (vergeblich) zurück zu diesem Zustand. Die Realität werde dabei – soweit möglich – ausgeblendet. Sigmund Freud hierzu: „Wer das Seelenleben des Menschen kennt, der weiß, daß ihm kaum etwas anderes so schwer wird wie der Verzicht auf einmal gekannte Lust. Eigentlich können wir auf nichts verzichten, wir vertauschen eins mit dem anderen.“ Durch die Verschiebung der Libido auf das Ichideal ist es möglich, die Erfüllung des Ichideals als Befriedigung zur erleben.
Die Psychoanalytikerin Janine Chasseguet-Smirgel definierte in Anlehnung an dieses Zitat von Sigmund Freud den Begriff Ichideal folgendermaßen: „Das Ichideal erscheint als der Ersatz der primär-narzißtischen Vollkommenheit, aber als ein Ersatz, der vom Ich getrennt ist durch einen Abstand, eine Kluft, die der Mensch immer wird zu beseitigen versucht.“ Aus psychoanalytischer Sicht macht der Wunsch nach Verschmelzung von Ich und Ichideal den Menschen anfällig für Realitätsverweigerungen und Illusionen.
Alfred Adler sah in Freuds Konzept des Ichideals eine Annäherung an sein teleologisches Menschenbild, da es ermögliche, den Menschen als von seinen Werten her, etwa dem Gemeinschaftsgefühl, bestimmt zu betrachten.
Auch die Objektbeziehungstheorien und die Selbstpsychologie sehen die Entstehung der Ichideale in der präödipalen Zeit der frühkindlichen Entwicklung. Heinz Kohut beschrieb die Entstehung des Ichideals von zwei Figurationen aus: der Erfahrung des Größenselbst und den idealisierten Elternimagines. Ersteres zeige sich als die Erfahrung der Bewunderung durch die Eltern für dessen kindliche Fähigkeiten, letzteres umfasse die Fähigkeiten und Kenntnisse, die das Kind (noch) nicht habe, an denen es aber durch Identifikation mit den Eltern partizipiere, im Sinne des Satzes: „Du bist vollkommen, aber ich bin ein Teil von dir.“ Aus dem Größenselbst entwickeln sich nach Kohut die Strebungen nach Erfolg, Macht und Freude an der eigenen Aktivität, aus der Identifikation mit den idealisierten Eltern die idealisierten Selbstbilder. Die Selbstpsychologie beschreibt sowohl die Sehnsucht nach der Verschmelzung mit der frühkindlichen Vollkommenheitserfahrung, die Möglichkeit des Erlebens von Momenten der Übereinstimmung von Selbstwahrnehmung und Ichideal als auch die Störungen und Leidenszustände durch defizitäre frühkindliche Erfahrungen. So behalten nach Otto Kernberg negative Verinnerlichungen ihre primitive, aggressive Qualität, die durch Abwehrmechanismen kompensiert werden müssten und das eigene Selbstbild verzerrten.

## Abgrenzung Ichideal und Über-Ich
Als Sigmund Freud in der erwähnten Schrift Zur Einführung des Narzißmus im Jahre 1914 den Begriff Ichideal zum ersten Mal verwendete, war für ihn der Begriff noch gleichbedeutend mit dem Begriff des Über-Ich. Seit seiner Schrift Das Ich und das Es aus dem Jahre 1923 und der Einführung des Über-Ich als zentrales Element seines Strukturmodells wurde das Ichideal nach Auffassung von Chasseguet-Smirgel vom Über-Ich „buchstäblich absorbiert“.

„Aus der psychoanalytischen Literatur wird allerdings deutlich, daß der Ausdruck ›Über-Ich‹ den des ›Ichideals‹ nicht verdrängt hat. Die meisten Autoren verwenden die beiden Ausdrücke nicht synonym.“

Mehr als in den strafenden, verbietenden Aspekten des Über-Ichs sah Freud im Ichideal die maßgebliche Einflussgröße für die Verdrängung. Wünsche, die nicht mit dem eigenen Ichideal und den Selbstbildern übereinstimmen, dürfen nicht bewusst werden. Entstehen im aktuellen Ich Diskrepanzen zwischen den eigenen Einstellungen und Handlungen und dem Ichideal, so verursachen diese Scham- oder Schuldgefühle, die sich in depressiven Verstimmungen chronifizieren können.
Chasseguet-Smirgel unterschied die beiden Begriffe Ichideal und Über-Ich folgendermaßen: „Das Ichideal ist das Erbe des primären Narzißmus und das Über-Ich das Erbe des Ödipus-Komplexes.“ Eine ähnliche Unterscheidung traf der Psychoanalytiker Hermann Nunberg: „Während sich das Ich dem Über-Ich aus Angst vor Strafe fügt, fügt es sich dem Ichideal aus Liebe“. Ähnlich sieht es Ernest Jones, der zwischen den unbewussten verinnerlichten Verboten im Über-Ich und den bewussten, liebenden Anteilen des Ichideals unterscheidet. Jeanne Lampl-de Groot traf die Unterscheidung, dass das Über-Ich eine einschränkende, für das Leben in einer Gemeinschaft unentbehrliche, Instanz sei, während das Ich-Ideal lebenslang eine Instanz der Wunscherfüllung bliebe.

## Entwicklungspsychologische Aspekte
In der psychoanalytischen Literatur wird überwiegend die Auffassung vertreten, dass sich das Ichideal im Rahmen einer gesunden psychischen Entwicklung während der Adoleszenz nach und nach im Über-Ich auflösen solle, damit das Über-Ich auf diese Weise zum „Träger des Ichideals“ (Sigmund Freud) werden könne. Die infantilen Allmachtsphantasien können letztlich nur überwunden werden, wenn sich das Ich dem Über-Ich unterordnet und die Realität anerkennt. Chasseguet-Smirgel unterschied die beiden Begriffe Ichideal und Über-Ich folgendermaßen: „Das Ichideal ist das Erbe des primären Narzißmus und das Über-Ich das Erbe des Ödipus-Komplexes.“
Die Psychoanalytikerin Brigitte Helbich-Tietze verglich die Begriffsdefinitionen psychoanalytischer Konzepte des Ichideals mit idealen Selbstvorstellungen der akademischen Psychologie und untersuchte anhand von drei problemzentrierten Interviews Ideal- und Wertvorstellungen in der Adoleszenz. In der methodisch an der Objektiven Hermeneutik orientierten Untersuchung kam sie zu dem Ergebnis, dass Repräsentanzen dynamisch sein müssten, damit es zu einer reifen Ichidealbildung kommen könne, das richtungsweisende, affektregulierende und bedürfnisbefriedigende Funktionen erfülle.
Von der Arbeit mit älteren Patienten ausgehend beleuchtete der Psychologie Meinolf Peters die Bedeutung der Ichideals in der zweiten Lebenshälfte. Die körperlichen und kognitiven Alterungsprozesse, wie auch der Verlust an gesellschaftlichen und familiären Rollen stellten in Entwicklung im Alter eine narzisstische Krise dar. Die damit einhergehenden Infragestellungen könnten, so der Autor, durch ein reifes Ichideal aufgefangen werden, wenn sich dieses als flexibel, autonom und anpassungsfähig erweise. Bei ausreichender Integration des Ichideals könne es auf diese Weise als Quelle narzisstischer Zufuhr erhalten bleiben und Verluste kompensieren.

## Gesellschaftliche Aspekte
Das Konzept des Ichideals eignet sich auch zur Analyse gesellschaftlicher Zusammenhänge. Bereits Freud beschrieb in Massenpsychologie und Ich-Analyse (1921c) wie sich mithilfe von Ichidealen Vorgänge der Gruppenkohäsion, etwa in Glaubensgemeinschaften, erklären ließen, indem ein und dasselbe Objekt an die Stelle der individuellen Ichideals gesetzt werde, mit dem sich die Mitglieder der Gemeinschaft identifizierten. Seither wird die Bedeutung gemeinsamer Ichideale in verschiedenen Zusammenhängen diskutiert.
Transgenerative Forschungen untersuchten die Auswirkungen des Nationalsozialismus auf Ich-Ideale, Identitätserleben und Selbstwertgefühl der deutschen Nachkriegsgenerationen in der Auseinandersetzung mit dem Bewusstsein der Abstammung von den Tätern und Mitläufern. Dabei stehen die Entwicklung der sozialen und emotionalen Beziehungen vor dem Hintergrund gestörter Ichideale im Zentrum der verschiedenen Autoren wie Alexander und Margarete Mitscherlich, Marianne Leuzinger-Bohleber, Kurt Grünberg und Jürgen Straub.
Der Psychoanalytiker Dieter Funke beschrieb, wie in der zeitgenössischen westlichen Gesellschaft gesellschaftlich verbindende Ichideale durch Selbstoptimierungsstrategien und öffentlich geforderte Tugenden wie Transparenz und Erreichbarkeit religionsähnliche Formen angenommen hätten und durch ihre Einseitigkeit zu Dauererschöpfung und Depressionen führten. Er entwickelte als Gegenmodell eine relational fundierte Theorie des Ichideals und stellte ein Instrumentarium bereit, mit dem sich destruktive von konstruktiven Einflüsse von Idealen unterscheiden lassen. Er verfolgte damit die Zielsetzung, entwicklungsfördernde Potenziale von Ichidealen zu entdecken.
In einer psychoanalytisch-soziologischen Studie setzte sich der Literaturwissenschaftler und Soziologe Peter Zima kritisch mit der Beziehung zwischen Narzissmus und Ichideal bei Freud und Lacan auseinander und vertrat demgegenüber eine produktive, kommunikativ-dialogische Auffassung des Narzissmus, in der das Anderssein wahrnehmbar werde und das Subjekt sich im Dialog mit dem Anderen entfalte. Er untersuchte die Entwicklung des Ichideals in einer Postmoderne, die nach seiner Auffassung von den Medien dominiert wird und zur Wertindifferenz tendiert. Durch den gesellschaftlich bedingten Zerfall der Ichideale, verliere der zeitgenössische Narzissmus an Substanz.